# Marquès de Campo
El títol de Marquès de Campo fou concedit l'any 1875 pel rei Alfons XII a Josep Campo i Pérez, (València, 1814 - Madrid, 1889), polític, financer i filantrop valencià, per la seva contribució a la restauració de la Monarquia, i fou nomenat senador vitalici.
Aquest va fundar la Sociedad Valenciana de Crédito y Fomento l'any 1846, el primer banc espanyol d'inversions.
Va comprar i reformar el que seria conegut com a Palau del Marqués de Campo, actual seu del Museu de la Ciutat de València.
Junt amb el títol li fou concedida l'autorització per a designar successor. El títol passà als Bruna.